# Pobreza Zero
Pobreza Zero é uma campanha portuguesa, que surge em Maio de 2005, quando a Oikos – Cooperação e Desenvolvimento, com a cooperação da Fundação Luso Americana para o Desenvolvimento (FLAD), convidou Eveline Herfekens, coordenadora executiva da Millennium Campaign das Nações Unidas, para uma visita a Portugal.

## História
Aquando da visita de Eveline Herfekens a Portugal, em 2005, foi abordada a situação internacional no que diz respeito aos crescentes níveis de pobreza extrema e fome crónica, assim como a falta de cuidados básicos de saúde e a impossibilidade de ter acesso ao ensino primário para a maioria da população mundial. Ao mesmo tempo falou-se da necessidade de despertar a sociedade portuguesa para esta situação e a sua possível solução, representada pela realização dos 8 Objectivos de Desenvolvimento do Milénio.
Neste sentido, a Oikos propôs a criação de uma campanha nacional, chamada PobrezaZero. O intuito era juntar-se ao GCAP – Apelo Global para a Acção contra a Pobreza, que arrancara em Setembro de 2003, durante uma reunião de organizações não governamentais em Maputo, sob o impulso de personalidades como Graça Machel e Kumi Naidoo (Secretário-Geral da Civicus). O GCAP é uma aliança integrada por coligações e campanhas, presentes em mais de 100 países, e que integram uma diversidade de grupos comunitários, ONG, sindicatos, organizações religiosas, e cidadãos, comprometidos na luta contra a pobreza.
Em Portugal, a Campanha PobrezaZero nasce no mesmo dia em que é lançado um apelo no jornal Público, assinado por personalidades nacionais e internacionais e dirigido ao Primeiro Ministro e ao Ministro das Finanças de Portugal.
Nessa carta, subscrita por Maria João Pires, Desmond Tutu, Bono, Bob Geldof, Claudia Schiffer, Mary Robinson, entre muitas outras pessoas pode ler-se:
"Porque morre uma criança devido à pobreza extrema a cada três segundos que passam [...] apelamos a V.Ex.mas para que, em nome de Portugal, [...] reafirmem o calendário vinculativo para Portugal atingir a meta (da Ajuda Pública ao Desenvolvimento) de 0,7% do RNB já publicamente divulgado (0,33) em 2006; 0.51% em 2010; e 0,7% em 2015), bem como o compromisso de melhorar a qualidade da ajuda, orientando-a para o combate à pobreza, nos países mais pobres".
O arranque da campanha foi co-financiado por Fundação Luso-Americana.
o. Depois da sua saída a campanha foi perdendo importância e nos dias que correm não tem qualquer actividade. Oikos
O seu último coordenador foi Bruno G. M. Neto - 2008 - 2011. No último ano de mandato, Bruno Neto foi eleito Membro do Conselho Mundial em representação da região europeia.